# Reinier I van Henegouwen
Reinier I van Henegouwen, ook Reginar, (~850 - Meerssen, eind 915) was in zijn tijd de machtigste edelman in Lotharingen. Hij versterkte zijn positie door gebruik te maken van de positie van Lotharingen tussen Oost- en West-Francië, in een tijd dat het nog niet vanzelfsprekend was dat Lotharingen tot het Heilige Roomse Rijk (Oost-Francië/Duitsland) zou gaan behoren.
Ten onrechte wordt hem in kronieken de bijnaam Langhals toegekend. Deze bijnaam is alleen bevestigd in de bronnen met betrekking tot zijn kleinzoon Reinier III van Henegouwen en zijn achterachterkleinzoon Reinier van Leuven (zoon van graaf Lambert I van Leuven).

## Leven en loopbaan
Reinier was een zoon van Giselbert, graaf in de Maasgouw en de Lommegouw (rondom Namen), en van Ermengarde, dochter van keizer Lotharius I. Daardoor behoorde hij tot de hoogste adel van Lotharingen. In zijn jonge jaren was hij samen met de bisschop van prinsbisdom Luik aanvoerder van een expeditie tegen de Vikingen op Walcheren. Volgens Dudo van Saint-Quentin voerde hij daarna ook nog met Radbod, de leider van de Friezen, een leger aan in Walcheren tegen de Noormannen onder leiding van Rollo. Dudo's betrouwbaarheid is echter niet onbetwist. Reinier werd benoemd tot graaf van Henegouwen, Bergen en Haspengouw. In de Capitulare van Quierzy uit 877, wordt hij genoemd naast zijn vader als een van de regenten van het koninkrijk tijdens de afwezigheid van Karel de Kale die oorlog voerde in Italië.
Na de dood van zijn vader volgde hij hem op als graaf van de Maasgouw. Ook erfde hij grote bezittingen, ambten, lenen en allodiale goederen langs de Maas en in Brabant, de Ardennen en de Eifel. In 886 nam hij deel aan de gevechten tegen de Vikingen tijdens het beleg van Parijs. Hij steunde de zaak van Karel de Eenvoudige tegen Odo I van Frankrijk. In 895 steunde Reinier de benoeming van Zwentibold tot koning van Lotharingen. Reinier werd een belangrijke adviseur van Zwentibold. In juni 896 beleende Zwentibold Reinier op diens eigen verzoek (in precarie) met de Sint-Servaasabdij, dezelfde abdij die in 889 door Arnulf van Karinthië geschonken was aan de kerk van Trier. Door deze belening ontstond een breuk in de verhouding met de aartsbisschop van Trier.
Zwentibold kwam echter al snel in conflict met de edelen en ontsloeg in 898 Reinier als zijn raadgever. Reinier vroeg toen aan Karel de Eenvoudige om koning te worden van Lotharingen. Als straf daarvoor wilde Zwentibold alle titels en bezittingen van Reinier afnemen maar die weigerde ze op te geven. Reinier verschanste zich met medestanders bij "Durfos" aan de Beneden-Maas (hoogstwaarschijnlijk was het Furfooz bij Namen) en kon een aanval van het leger van Zwentibold afslaan. In 900 werd Zwentibold gedood in een veldslag tegen opstandige edelen en werd als koning van Lotharingen opgevolgd door Lodewijk het Kind. Lodewijk benoemde in 903 Gebhard († 910) tot hertog van Lotharingen. Reinier werd in 900 wel benoemd tot lekenabt van de dubbelabdij van Stavelot-Malmedy en kreeg tussen 906 en 908 formeel de titel van graaf van Henegouwen terug. Toen de Konradijn Gebhard in 910 sneuvelde tegen de Hongaren werd zijn positie waargenomen door Reinier. Op 1 juni 911 wordt hij comes ac missus dominicus (graaf en koningsbode) genoemd. Waarschijnlijk had hij de vertrouwensrelatie reeds voor de slag bij Augsburg opgebouwd.
Na de onverwachte dood van Lodewijk het Kind op 24 september 911 weigerde de adel van Lotharingen, onder leiding van Reinier, zijn opvolger Koenraad I van Frankenland trouw te zweren maar erkende Karel de Eenvoudige als koning. Karel gaf Reinier als beloning de functie van lekenabt van de Sint-Maximinusabdij te Trier. Zo had Reinier gaandeweg als graaf, lekenabt van de abdijen van Maastricht, Echternach en Stavelot-Malmedy, en mogelijk die van Chèvremont bij Luik, en als grootgrondbezitter, uitgestrekte gebieden in en rond het huidige Wallonië en Luxemburg onder controle gekregen. Hij kreeg de titel markgraaf van Karel in 915. Formeel was dat een benoeming tot markgraaf maar in de praktijk waren de rechten en bevoegdheden dezelfde als die van een hertog. Reinier was onbetwist de militaire leider van het gebied onder Karel. Hij werd opgevolgd door zijn zoon Giselbert II, maar hun dynastie slaagde er niet in om een hegemonie in Lotharingen te vestigen zoals de Liudolfingen in Saksen en de Liutpoldingen in Beieren.

## Huwelijk en kinderen
Reinier trouwde in 885 met Alberada (854 - na 919). Haar herkomst is onbekend maar haar voor die tijd hoge leeftijd bij het huwelijk suggereert dat ze een (rijke?) weduwe was. Van Reinier en Alberada zijn de volgende kinderen bekend:
- Giselbert II van Maasgouw (ca. 890 - Andernach, 2 oktober 939), hertog van Lotharingen
- Symphoria van Henegouwen, gehuwd met Berengar graaf in de Lommegouw, het latere Namen († na 938)
- Reinier II van Henegouwen (ca. 890 - 932, of later), graaf van Henegouwen

Kort na de dood van Reinier in 915 huwde Alberada met Waldger, zoon van Gerulf I

## Voorouders
| Voorouders van Reinier II van Henegouwen | Voorouders van Reinier II van Henegouwen           | Voorouders van Reinier II van Henegouwen           | Voorouders van Reinier II van Henegouwen           | Voorouders van Reinier II van Henegouwen           | Voorouders van Reinier II van Henegouwen                          | Voorouders van Reinier II van Henegouwen                          | Voorouders van Reinier II van Henegouwen           | Voorouders van Reinier II van Henegouwen           |
| ---------------------------------------- | -------------------------------------------------- | -------------------------------------------------- | -------------------------------------------------- | -------------------------------------------------- | ----------------------------------------------------------------- | ----------------------------------------------------------------- | -------------------------------------------------- | -------------------------------------------------- |
| Overgrootouders                          | ? (-) ∞ ? (-)                                      | ? (-) ∞ ? (-)                                      | ? (-) ∞ ? (-)                                      | ? (-) ∞ ? (-)                                      | Lodewijk de Vrome (778-840) ∞ Ermengarde van Haspengouw (778-818) | Lodewijk de Vrome (778-840) ∞ Ermengarde van Haspengouw (778-818) | Hugo van Tours (775-837) ∞ Ava van Morvois (-)     | Hugo van Tours (775-837) ∞ Ava van Morvois (-)     |
| Grootouders                              | Giselbert van de Bidgouw (800-) ∞ ? (-)            | Giselbert van de Bidgouw (800-) ∞ ? (-)            | Giselbert van de Bidgouw (800-) ∞ ? (-)            | Giselbert van de Bidgouw (800-) ∞ ? (-)            | Lotharius I (795-855) ∞ Irmgard (805-851)                         | Lotharius I (795-855) ∞ Irmgard (805-851)                         | Lotharius I (795-855) ∞ Irmgard (805-851)          | Lotharius I (795-855) ∞ Irmgard (805-851)          |
| Ouders                                   | Giselbert I (825-885) ∞ Ermengarde (ca. 828 - 849) | Giselbert I (825-885) ∞ Ermengarde (ca. 828 - 849) | Giselbert I (825-885) ∞ Ermengarde (ca. 828 - 849) | Giselbert I (825-885) ∞ Ermengarde (ca. 828 - 849) | Giselbert I (825-885) ∞ Ermengarde (ca. 828 - 849)                | Giselbert I (825-885) ∞ Ermengarde (ca. 828 - 849)                | Giselbert I (825-885) ∞ Ermengarde (ca. 828 - 849) | Giselbert I (825-885) ∞ Ermengarde (ca. 828 - 849) |
| Reinier I van Henegouwen (850-916)       |                                                    |                                                    |                                                    |                                                    |                                                                   |                                                                   |                                                    |                                                    |